# Position (poker)
Pour les articles homonymes, voir Position.
Au poker, la position indique l'endroit où les joueurs sont assis autour de la table, par rapport au donneur. Lors d'une partie, la position évolue d'un cran à chaque coup, passant de joueur en joueur dans le sens horaire. La position détermine l'ordre dans lequel les joueurs font leurs enchères et a donc des implications sur la stratégie mise en place, les joueurs qui doivent parler en premier ayant un niveau d'information plus faible que ceux qui doivent parler en dernier.

## Liste des positions

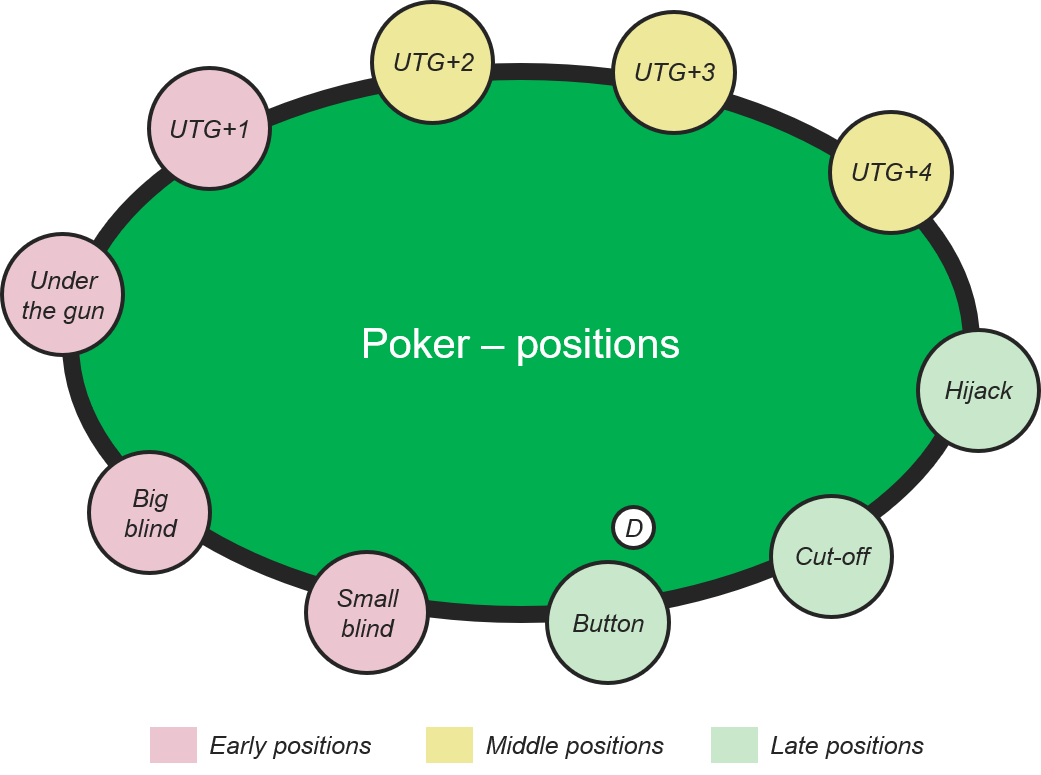
Résumé des positions au poker (button désignant le donneur).

Les positions se répartissent en trois types principaux :
- les positions « basses » (en anglais, early positions) situées juste après le donneur : small blind, big blind, under the gun (UTG) et UTG+1. Les joueurs à ces positions sont les quatre premiers à enchérir et ont donc peu d'informations sur ce que vont faire leurs adversaires. En pratique, dans ces positions, il est conseillé de miser seulement avec une très bonne main[2]. Comme leur nom l'indique, les positions blind sont des mises à l'aveugle, faites avant la distribution des cartes (blind signifie « aveugle » en anglais). Dans la suite de la partie (au Texas hold'em, après le flop), ce sont les joueurs qui doivent miser en premier à chaque tour. Les joueurs situés under the gun (en anglais, sous le pistolet) et UTG+1, quant à eux, doivent faire les premières enchères non-forcées de la partie.
- les positions « hautes » (en anglais, late positions) situées en fin de tour : hijack, cut-off et bouton (position du donneur). Les joueurs à ces positions sont les derniers à parler à chaque tour et ont donc plus d'information sur le jeu de leurs adversaires, en fonction des enchères qu'ils ont faites (suivre, relancer, se coucher). Cette information supplémentaire peut leur permettre de jouer le coup avec une main plus faible, notamment si plusieurs adversaires se sont couchés[2]. Le nom de bouton vient directement du bouton qui sert à indiquer le donneur. Le nom de cut-off vient du fait que dans les parties où le joueur au bouton mélange et distribue les cartes (parties sans croupier), c'est le joueur au cut-off qui coupe les cartes (cut signifie « couper » en anglais). Le nom de hijack vient du fait que le joueur à cette position est considéré comme le mieux placé pour « voler les blinds », type de bluff qui consiste à effectuer une relance en espérant que les joueurs qui restent en jeu n'aient pas une main assez bonne pour suivre, et ainsi récupérer les blinds (hijack signifie « détourner » en anglais).
- les positions « intermédiaires » (en anglais, middle positions) situées en milieu de tour : UTG+2, UTG+3 et UTG+4 dans le cas d'une partie à 10 joueurs.